# کاسپر اشمایکل
کاسپر پیتر اشمایکل (زادهٔ ۵ نوامبر ۱۹۸۶) بازیکن فوتبال اهل دانمارک است که برای باشگاه باشگاه فوتبال سلتیک بازی می‌کند.
اشمایکل کار خود را با منچسترسیتی آغاز کرد اما قبل از اینکه اولین بازی خود را در منچسترسیتی انجام دهد، به صورت قرضی برای دارلینگتون، بری و فالکیرک بازی کرد. اگرچه به نظر می‌رسید اشمایکل در ابتدای فصل ۰۸–۲۰۰۷ پیراهن شماره ۱ سیتی را برای خودش ساخته‌است، اما ظهور جو هارت منجر به فروش قرضی اشمایکل به کاردیف سیتی شد. خرید شی گیون بازیکن ملی پوش جمهوری ایرلند در ژانویه ۲۰۰۹ به این معنا بود که اشمایکل حتی به عنوان دروازه‌بان دوم منچسترسیتی نمیتواند فرصت بازی پیدا کند و در اوت ۲۰۰۹ به او اجازه داده شد با مربی سابق نوتس کانتی سون یوران اریکسون ارتباط برقرار کند. او فقط یک فصل را با سرخابی‌ها گذراند، در حالی که این یک فصل بسیار موفق برای باشگاه و خود بازیکن بود، اما تغییر در وضعیت مالی باشگاه، جدایی او را ضروری کرد و قرارداد او با رضایت مشترک فسخ شد. او در ماه مه ۲۰۱۰ به لیدز یونایتد پیوست اما دوباره، دوران بازی وی در این باشگاه فقط یک فصل طول کشید تا اینکه مورد انتقال به لستر سیتی قرار گیرد، جایی که او دوباره زیر نظر اریکسون کار کرد. اشمایکل بیش از ۴۰۰ بازی برای لستر انجام داده‌است و در فصل ۱۴–۲۰۱۳ چمپیونشیپ و در مسابقات لیگ برتر انگلیس در فصل ۱۶–۲۰۱۵ به مقام قهرمانی رسید.
وی ۱۷ بازی برای تیم ملی زیر ۲۱ سال دانمارک انجام داد. اشمایکل در ۱۳ می ۲۰۱۱ برای اولین بار در برابر ایسلند به تیم ملی دانمارک فراخوانده شد و در لیست این تیم برای مسابقات یورو ۲۰۱۲ حضور داشت اما اولین بازی ملی خود را در سال ۲۰۱۳ انجام داد.

## عملکرد باشگاهی

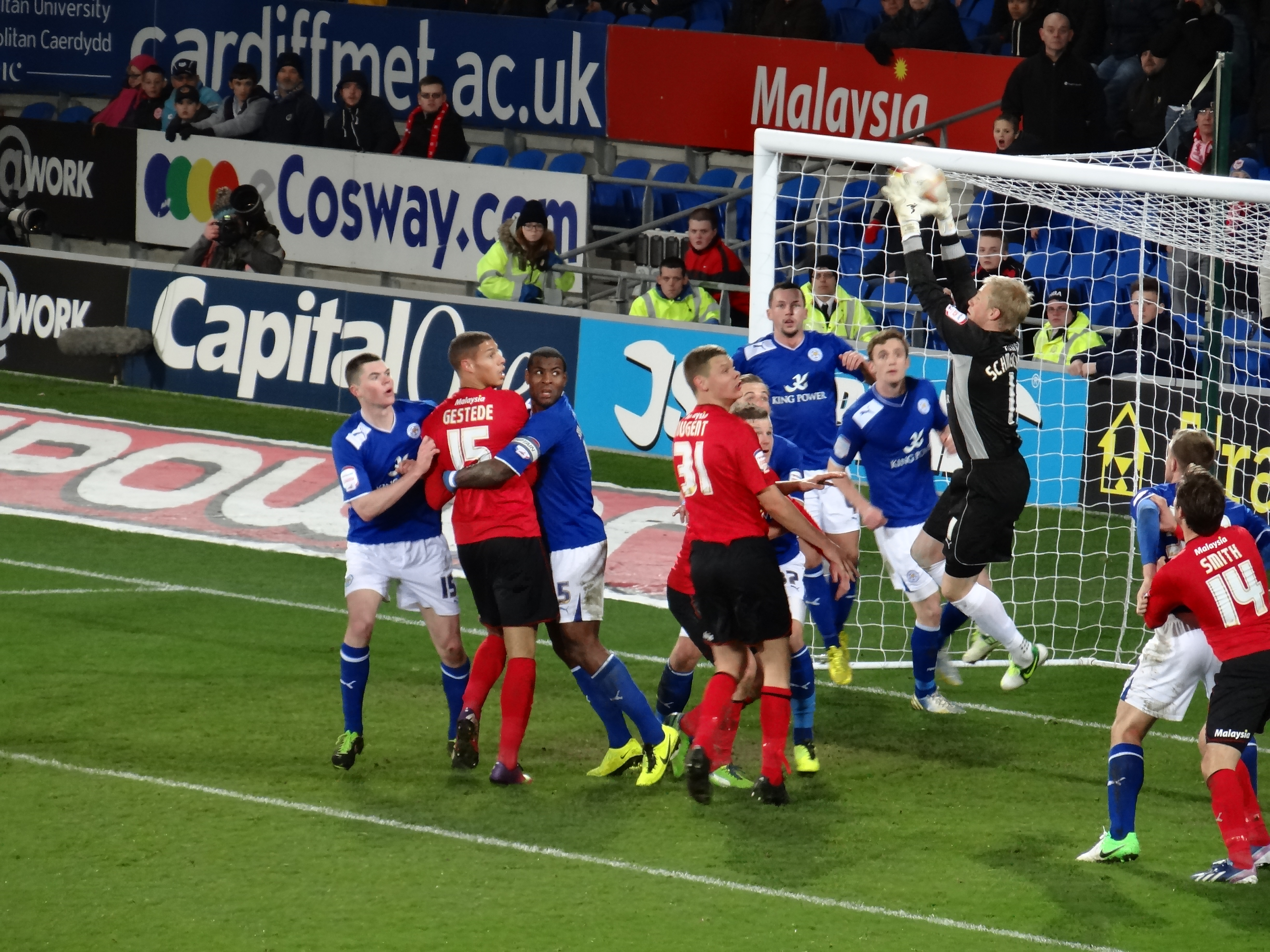
مهار ضربه کرنر اشمایکل در بازی کاردیف و لستر

### منچسترسیتی
اشمایکل در کپنهاگ متولد شد و در سپتامبر ۲۰۰۲ با عقد قراردادی طولانی مدت به منچسترسیتی پیوست که شامل شرایط آکادمی و حرفه ای بود. او در ژانویه ۲۰۰۶ با قراردادی قرضی به تیم دارلینگتون در لیگ دو پیوست، جایی که در ۱۴ ژانویه ۲۰۰۶ اولین بازی حرفه ای خود را مقابل پیتربورو یونایتد در دارلینگتون آرنا انجام داد. دارلینگتون در این بازی ۲–۱ پیروز شد، در این دیدار اشمایکل یک گل از جیمز کوین دریافت کرد. او سه روز بعد اولین کلین شیت خود را مقابل تیم گریمزبی تاون به دست آورد. او قبل از بازگشت به منچسترسیتی دو بازی دیگر انجام داد.
یک ماه پس از بازگشت به منچستر سیتی، او دوباره قرض داده شد، این بار در فوریه به بری، جایی که ۱۵ بازی در یک دوره قرضی سه‌ماهه انجام داد. او فصل بعد برای سه ماه دیگر به بری بازگشت.
اشمایکل از ژانویه ۲۰۰۷ تا پایان فصل ۰۷–۲۰۰۶ به صورت قرضی به تیم فالکیرک در لیگ برتر اسکاتلند پیوست. او در ۱۸ فوریه ۲۰۰۷ به عنوان مرد مسابقه مقابل رنجرز انتخاب شد. او همچنین پنالتی کریگ بیتی را در پیروزی ۱–۰ مقابل سلتیک در ۱۸ مارس ۲۰۰۷ مهار کرد. او در ماه مه فاش کرد که دوست دارد قراردادش در فالکیرک تمدید شود و این باشگاه علاقه‌مند به جذب او بود.
اشمایکل اولین بازی خود را برای منچسترسیتی مقابل وستهام یونایتد در اوت ۲۰۰۷ انجام داد. او در ۱۹ اوت ۲۰۰۷ در برابر رقیب سیتی منچستر یونایتد بازی کرد و در پیروزی ۱–۰ سیتی در خانه یک کلین شیت انجام داد. اشمایکل در ۲۵ اوت ۲۰۰۷ در ورزشگاه امارات یک پنالتی را از رابین ون پرسی بازیکن آرسنال دفع کرد. علی‌رغم باخت ۰–۱ سیتی به آرسنال، وی به عنوان مرد مسابقه انتخاب شد. او هفت بازی اول منچسترسیتی را در لیگ برتر ۰۸–۲۰۰۷ انجام داد و مقابل منچستر یونایتد ، وستهام ، استون ویلا و دربی کانتی کلین شیت کرد و فقط ۵ گل دریافت کرد.
او در سپتامبر ۲۰۰۷ قرارداد چهار ساله جدیدی را با سیتی امضا کرد. این مورد با توافق برای فروختن قرضی یک‌ماهه وی به کاردیف سیتی در ۲۵ اکتبر ۲۰۰۷ دنبال شد. او اولین بازی خود را برای کاردیف در ۲۷ اکتبر ۲۰۰۷ در تساوی ۱–۱ مقابل اسکانتورپ یونایتد انجام داد. او به عنوان استعداد برتر زیر ۲۱ سال دانمارک در سال ۲۰۰۷ انتخاب شد.
در اواخر دوره قرضی، اشمایکل درخواست کرد که به او اجازه داده شود برای مدت طولانی تری در کاردیف بماند و در ۲۲ نوامبر، قرارداد قرضی تا سال جدید تمدید شد. سون یوان اریکسون احتمال داد اگر او برای بقیه فصل در این باشگاه بماند دچار بحران مصدومیت نمی‌شود. بعد از اینکه اریکسون از جو هارت به عنوان دروازه‌بان شماره یک منچسترسیتی نام برد، با این حال، آندریاس ایساکسون درخواست جدایی کرد. این بدان معنی بود که اریکسون به کاردیف اجازه نمی‌دهد اشمایکل را پس از پایان دوره قرضی اولیه خود تا ۲ ژانویه حفظ کند. در ۳۱ دسامبر، اریکسون با آغاز گفتگوها برای ماندن اشمایکل در نینیان پارک، کاردیف را نجات داد. اگر ایساکسون تا اواخر پنجره نقل و انتقالات ژانویه حرکت جدا نشود، اشمایکل مجاز به ماندن برای دو بازی دیگر خواهد بود. اشمایکل اظهار داشت که دوست دارد در آینده دوباره برای کاردیف بازی کند. اما اشمایکل یک روز پس از اتمام قرارداد قرضی خود به ورزشگاه شهر منچستر بازگشت.
وی تا پایان فصل یعنی تا ۱۳ مارس به صورت قرضی به کاونتری سیتی پیوست. در اواخر فصل پدرش ، پیتر اشمایکل، طی یک مصاحبه تلویزیونی اظهار داشت که پسرش در منچسترسیتی خوشحال نیست و قرار است پس از پایان فصل آنجا را ترک کند.
اشمایکل علی‌رغم تمایل به جدایی، در پایان فصل به ورزشگاه شهر منچستر بازگشت و شماره پیراهنش به شماره ۱۶ تغییر کرد. او بارها اظهار داشت که می‌خواهد سیتی را ترک کند و از امضای قراردادی چهار ساله ناراضی است.
در ۱۶ نوامبر، اشمایکل پس از اینکه جو هارت در دقیقه ۱۴ از ناحیه مچ پا آسیب دید، به عنوان بازیکن تعویضی وارد زمین شد. سیتی در آن مسابقه در برابر هال سیتی با نتیجه ۲–۲ به تساوی رسید. در دسامبر ۲۰۰۸، اشمایکل آخرین بازی خود را برای منچسترسیتی در یک مسابقه در لیگ اروپا مقابل راسینگ سانتاندر انجام داد.

### نوتس کانتی
در ۱۴ اوت ۲۰۰۹، اشمایکل در قراردادی که اعتقاد بر این است رکورد نقل و انتقالات قبلی این باشگاه را شکسته بود، با تیم نوتس کانتی قرارداد امضا کرد. این انتقال دوباره اشمایکل را به مربی سابق منچسترسیتی ، سون یوان اریکسون که اخیراً به عنوان مربی نوتس کانتی منصوب شده بود، رساند. او با درآمد سالانه ۱ میلیون پوند پردرآمدترین بازیکن این باشگاه بود. او اولین بازی خود را در ۲۲ اوت انجام داد و در پیروزی ۳–۰ تیم مقابل داگنم و ردبریج کلین شیت کرد.
بازی‌های خوب در اکتبر جایزه بهترین بازیکن ماه را برای اشمایکل به ارمغان آورد. در طول دوران بازی اشمایکل در سرخابی‌ها، این باشگاه در هر بازی در لیگ ۲ تنها میانگین ۰٫۶۷ گل دریافت کرد (۲۹ گل دریافت شده در ۴۳ بازی در لیگ). در تاریخ ۲۷ آوریل، اشمایکل و نوتس کانتی با پیروزی ۵–۰ مقابل دارلینگتون که قبلاً سقوط کرده بود قهرمانی لیگ ۲ را به دست آوردند. کمی قبل از بازی اعلام شد که نوتس کانتی با وجود چهار سال مانده به قرارداد، موافقت کرد که اشمایکل را در پایان فصل بفروشد. دلیل این امر مالی بود: اشمایکل در هر هفته ۱۵۰۰۰ پوند درآمد کسب می‌کرد، که در دوره کوتاه مالکیت موتو فینانس با هزینه زیاد در تابستان ۲۰۰۹ امضا شده بود. اشمایکل توافق کرد که از تمام دستمزدهای آینده خود صرف نظر کند.

### لیدزیونایتد
در ۲۷ می ۲۰۱۰، اشمایکل که با دو باشگاه در لیگ برتر و بوندس لیگا در ارتباط بود، قراردادی دو ساله با لیدز یونایتد امضا کرد و از ۱ ژوئیه ۲۰۱۰ به این باشگاه پیوست. در اطلاعیه اول فصل ۱۱–۲۰۱۰، به اشمایکل پیراهن شماره ۱ در لیدز داده شد. پس از حدس و گمان‌های فراوان در طول قبل فصل از این که چه کسی می‌تواند دروازه‌بان اول لیدز برای فصل پیش رو باشد، این اشمایکل بود که با شتاب از شین هیگز عبور کرد. وی اولین بازی خود را برای این باشگاه در روز شنبه ۷ اوت ۲۰۱۰ در بازی افتتاحیه چمپیونشیپ لیدز برابر دربی کانتی انجام داد. علی‌رغم باخت ۱–۲ لیدز، اشمایکل عملکرد چشمگیری از خود به نمایش گذاشت و در طی مسابقه چندین سیو مهم انجام داد. بعد از یک سری بازی‌های چشمگیر برای لیدز، اشمایکل نامزد دریافت جایزه بهترین بازیکن ماه اوت شد، اما در مقابل وینگر کوئینز پارک رنجرز ، عادل تاعرابت شکست خورد. با این حال، اشمایکل جایزه بهترین بازیکن ماه چمپیونشیپ از دید اسکای اسپورتس را برای ماه اوت به دست آورد.
بعد از اینکه از ناحیه پا آسیب دید، اشمایکل بازی مقابل سوانزی سیتی را از دست داد و چند بازی بعدی لیدز را از دست داد. در حالی که مصدوم بود، اشمایکل در برنامه ساکر ای ام به عنوان یکی از مهمانان این برنامه ظاهر شد. پس از کمتر از دو ماه مصدوم بودن، اشمایکل در دیدار مقابل کاردیف سیتی به ترکیب اصلی لیدز بازگشت. او قرار بود در تاریخ ۶ نوامبر برابر کاونتری سیتی بازی کند، اما به دلیل تولد اولین فرزندش در شب قبل، این بازی را از دست داد.
در ۸ ژانویه ۲۰۱۱، اشمایکل به لیدز کمک کرد تا در مسابقه دور سوم جام حذفی در استادیوم امارات، یک تساوی ۱–۱ برابر آرسنال بدست آورد. بعد از مسابقه ، سسک فابرگاس، کاپیتان آرسنال اظهار نظر کرد که اشمایکل برای عملکرد خود باید جایزه بهترین بازیکن زمین را دریافت می‌کرد. اگرچه لیدز بازی را با نتیجه ۳–۱ از دست داد، اشمایکل نمایش چشمگیر دیگری را ایجاد کرد و بعداً به عنوان بهترین بازیکن دور سوم جام حذفی انتخاب شد.
در ۲۷ ژوئن ۲۰۱۱، لیدز اعلام کرد که پیشنهاد نامعلومی را از طرف لسترسیتی برای او قبول کرده‌اند. با توجه به اینکه اشمایکل می‌خواهد تا پایان قراردادش در لیدز بماند، اعتراف کرد که تصمیم فروش او واقعاً شوک آور است.

### لسترسیتی

#### فصل ۱۲–۲۰۱۱
در ۲۷ ژوئن ۲۰۱۱ اشمایکل رسماً به عنوان بازیکن لستر تأیید شد و یک قرارداد سه ساله با پرداخت مبلغی نامعلوم امضا کرد که وی را برای بار دوم شاگرد مربی سابق منچسترسیتی و نوتس کانتی، سون یوران اریکسون کرد.
در اولین ماه فصل اشمایکل در دقیقه ۷۹ بازی خارج از خانه لستر با ناتینگهام فارست در ۲۰ اوت ۲۰۱۱ با دریافت دو کارت زرد به دلیل «رفتار غیر ورزشی» یک کارت قرمز بی‌نیاز دریافت کرد. او اولین کارت را برای جابجایی توپ از روی نقطه پنالتی دریافت کرد در حالی که لوئیس مک گوگان از فارست قصد داشت یک گل بدست بیاورد، سپس بعد از گل شدن موفقیت‌آمیز ضربه ایستگاهی، کارت دوم خود را برای دور انداختن توپ دریافت کرد. بعد از مسابقه، اشمایکل عذرخواهی کرد و ادعا کرد که پشت او به داور برگشته است، بنابراین نمی‌داند که اولین کارت زرد را دریافت کرده‌است. وی در صفحه شخصی خود در توئیتر گفت:من نمی‌دانستم که کارت زرد گرفته‌ام چون پشت به داور برگشتم. در غیر این صورت هرگز این کار را نمی‌کردم. علی‌رغم این، عملکرد اشمایکل در لستر به سرعت باعث تحسین او شد، به طوری که مربی وقت او اریکسون او را با جو هارت، دروازه‌بان شماره ۱ انگلیس مقایسه کرد و پل کونچسکی، هم تیمی و ملی پوش سابق انگلیس، او را «یکی از بهترین دروازه‌بان‌هایی که با او بازی کرده‌است» توصیف کرد. یک سیو از راه دور در برابر پورتسموث در نوامبر ۲۰۱۱، که تمجید ویژه مایکل اپلتون، مربی پورتسموث، «یکی از بهترین سیوهایی که من در مدت زمان طولانی دیده‌ام» را برانگیخت؛ و توسط یانگ پیرسون مربی لستر به عنوان «سیو فوق‌العاده جهانی و برجسته در آن مرحله از بازی بسیار مهم بود».
اشمایکل در مجموع ۵۲ بازی با ۱۷ کلین شیت انجام داد و چهار پنالتی را سیو کرد. عملکرد وی در فصل ۱۲–۲۰۱۱ باعث شد وی در تاریخ ۳۰ آوریل جایزه بهترین بازیکن سال باشگاه و بهترین بازیکن سال لیگ از دید بازیکنان را دریافت کند.

#### فصل ۱۳–۲۰۱۲
فرم اشمایکل در نیمه اول فصل ۱۳–۲۰۱۲ از فصل قبل بهتر شد و ۱۲ کلین شیت را در ۲۸ بازی انجام داد و روباه‌ها در جایگاه دوم جدول قرار گرفتند، چنین عملکردهایی باعث ارتباط وی با غول‌های لالیگا از جمله رئال مادرید شد. همچنین منجر به اولین بازی ملیش برای تیم ملی دانمارک شد. یک نکته جالب توجه سیو تماشایی مقابل بلکبرن روورز در فوریه بود. در ۱۶ آوریل ۲۰۱۳، او در پیروزی ۳–۲ برابر بولتون واندررز صدمین بازی خود را برای لستر انجام داد. عملکردهای اشمایکل باعث شد تا وی در کنار تیم کاپیتان باشگاه وس مورگان در تیم منتخب فصل حضور پیدا کند.

#### فصل ۱۴–۲۰۱۳
در طول فصل ۱۴–۲۰۱۳، اشمایکل در طی ۱۹ بازی بدون شکست از دسامبر تا آوریل ،۹ کلین شیت انجام داد تا با شش بازی اضافی به تضمین صعود لستر از چمپیونشیپ کمک کند. عملکرد با کیفیت بالای اشمایکل بار دیگر منجر به علاقه برخی از غول‌های فوتبال جهان از وی می‌شود و منچستر یونایتد و میلان نیز در پنجره نقل و انتقالات ژانویه به دنبال خرید بازیکن ملی پوش دانمارکی بودند.
در ماه مارس، به نظر می‌رسید که تصاویر تلویزیونی ادعای اشمایکل را تأیید می‌کند که او اولین گل در زندگی حرفه ای خود را به ثمر رسانده‌است، زمانی که لستر در زمان مصدومیت برابر یوویل تاون به تساوی دست یافت. با این حال مسئولان مسابقه حکم کردند که ضربه سر او از خط عبور نکرده و گل رسماً به نام کریس وود ثبت شد.
در پایان فصل ۱۴–۲۰۱۳، اعلام شد که اشمایکل یک تمدید قرارداد چهار ساله تا تابستان ۲۰۱۸ با لستر امضا کرده‌است.

#### فصل ۱۵–۲۰۱۴
اشمایکل دروازه‌بان اول لستر برای بازگشت به لیگ برتر بود، از جمله بازی ۹۰ دقیقه کامل در پیروزی ۵–۳ مقابل منچستر یونایتد در ۲۱ سپتامبر ۲۰۱۴. در دسامبر ۲۰۱۴، اشمایکل در تمرینات دچار شکستگی استخوان کف پا شد و مدت زمان دوری او را به دلیل آنچه در آن زمان تصور می‌شد، حداکثر شش هفته پش بینی کردند. در حالی که او مصدوم بود، لستر دروازه‌بان مارک شوارزر را به عنوان بازیکن جانشین وی به خدمت گرفت. اشمایکل سرانجام سه ماه بعد در ۲۱ مارس ۲۰۱۵ از مصدومیت بازگشت و شوارتزر را شکست داد تا در شکست ۳–۴ مقابل تاتنهام هاتسپر بازی کند. کلین شیت مقابل سوانزی سیتی و برنلی و چهار پیروزی لستر در آوریل، باعث نامزدی او برای دریافت جایزه بهترین بازیکن ماه لیگ برتر شد. اشمایکل پس از ماندن در لیگ برتر پس از تساوی بدون گل مقابل ساندرلند در ۱۶ می، اعتقاد خود را مبنی بر اینکه نایجل پیرسون باید برنده جایزه مربی فصل شود و پیرسون بهترین مربی است که اشمایکل زیر نظر وی بازی کرده‌است اظهار داشت. پیرسون اما در آخر فصل اخراج شد.

#### فصل ۱۶–۲۰۱۵
تحت اخراج پیرسون ، کلودیو رانیری، لستر در روز کریسمس در بالای جدول نشاند. تیم با وجود شروع عالی خود، در ۹ بازی اول خود کلین شیتی ثبت نکرد و باعث شد رانیری برای اولین بار پیشنهاد خرید پیتزا برای تیم را بدهد. این تیم سرانجام در دهمین بازی خود مقابل کریستال پالاس، اولین کلین شیت فصل خود را انجام داد. تیم از نظر دفاعی پیشرفت کرد و اشمایکل در بازی برگشت مقابل پالاس در تاریخ ۱۹ دسامبر ۱۲ امین کلین شیت فصل خود را ثبت کرد. در ۲ می ۲۰۱۶، وی در ۲۹ سالگی، در همان سن و سال، قهرمان لیگ برتر شد در حالی که پدرش اولین عنوان منچستریونایتد را در سال ۱۹۹۳ بدست آورد. در هر دو زمان، تیم‌های مربوط (منچستر یونایتد و لستر سیتی) با نزدیکترین رقبای خود (استون ویلا و تاتنهام) که در مقابل آنها برنده نبودند، عناوین را به دست آورد. اشمایکل‌ها تنها پدر و پسرانی بودند که قهرمان لیگ برتر شدند، و همچنین در همان پست برای این کار قرار گرفتند.

#### فصل ۱۷–۲۰۱۶
علیرغم شایعات جدا شدن بعد از نقش آفرینی مهمی در قهرمانی لستر سیتی در فصل ۱۶–۲۰۱۵، در ۶ اوت ۲۰۱۶، اشمایکل قرارداد ۵ ساله جدیدی را تا سال ۲۰۲۱ امضا کرد. اشمایکل اولین حضور خود در این فصل را در جام خیریه برابر قهرمان جام حذفی، منچستر یونایتد انجام داد، این مسابقه با شکست ۱–۲ قهرمان لیگ برتر به پایان رسید. در افتتاحیه لیگ برتر، اشمایکل به نقش خود پیش از خرید جدید ، رن روبرت تسیلر برابر هال سیتی که اخیراً صعود کرده بود، ادامه داد. در شرایطی که هال سیتی موفق شد ۲–۱ برنده شود، اشمایکل دو گل دریافت کرد. اشمایکل پس از دست دادن سه بازی در ماه سپتامبر، از جمله تساوی برابر چلسی در جام اتحادیه، با آسیب دیدگی از ناحیه کشاله ران، در نیمه اول مسابقه لیگ قهرمانان در ۲ نوامبر در برابر کپنهاگن دچار شکستگی دست شد. علی‌رغم مصدومیت، اشمایکل بازی را به اتمام رساند و با سیو دیرهنگام مقابل آندرئاس کورنلیوس با چهارمین کلین شیت در لیگ قهرمانان اروپا در چهارمین مسابقه، به تساوی ۰–۰ رسید. پس از دو روز عمل جراحی، انتظار می‌رفت اشمایکل شش بازی را از دست بدهد و تسیلر جای او را در دروازه بگیرد.
در ۲۴ فوریه ۲۰۱۷، گزارش‌هایی مبنی بر اینکه اشمایکل در میان چندین هم تیمی پس از شکست ۱–۲ در لیگ قهرمانان در برابر سویا در ۲۲ فوریه، که منجر به اخراج کلودیو رانیری شد، با رئیس ویچای سریواداناپرابها ملاقات کرد. اشمایکل ادعاها را انکار کرد و آنها را «بسیار آزار دهنده» توصیف کرد.
در اولین دوره حضور لستر در لیگ قهرمانان اروپا، اشمایکل در یک‌هشتم نهایی در بازی برابر سویا یک پنالتی را مهار کرد و به ترتیب از خواکین کورئا و استیون انزونزی گل خورد تا روباه‌ها با نتیجه ۲–۳ مغلوب شدند.

#### فصل ۱۸–۲۰۱۷
در ۲۶ اوت ۲۰۱۷، اشمایکل پنالتی روملو لوکاکو را در دقیقه ۵۳ مقابل منچستر یونایتد مهار کرد در حالی که نتیجه ۰–۰ بود. لستر این بازی را ۰–۲ باخت. در ۳۱ مارس ۲۰۱۸، اشمایکل در یک پیروزی ۲–۰ خارج از خانه مقابل برایتون، یک ضربه پنالتی را مهار کرد و همان رکورد پدرش در طول حضور خود در این لیگ را تکرار کرد (سه از ۲۱ پنالتی در لیگ برتر). در ۱۴ آوریل ۲۰۱۸، اشمایکل در دقیقه ۸۶ در یک باخت ۱–۲ در خانه مقابل برنلی از ناحیه مچ پا آسیب دید، در نتیجه اشمایکل در پنج بازی آخر لستر در فصل ۱۸–۲۰۱۷ حضور نداشت.

#### فصل ۱۹–۲۰۱۸
در ۳۱ اوت ۲۰۱۸، اشمایکل قرارداد جدیدی با لستر تا ژوئن ۲۰۲۳ امضا کرد. اشمایکل شاهد سقوط هلیکوپتر در ۲۷ اکتبر ۲۰۱۸ بود که منجر به کشته‌شدن پنج نفر از جمله صاحب لستر ویچای سریواداناپرابها شد بود. اشمایکل در هر بازی لیگ برتر برای لستر به میدان رفت و سیصدمین بازی در لیگ خود را برای این تیم انجام داد و به آنها کمک کرد تا در جایگاه نهم قرار بگیرند.

## عملکرد بین‌المللی

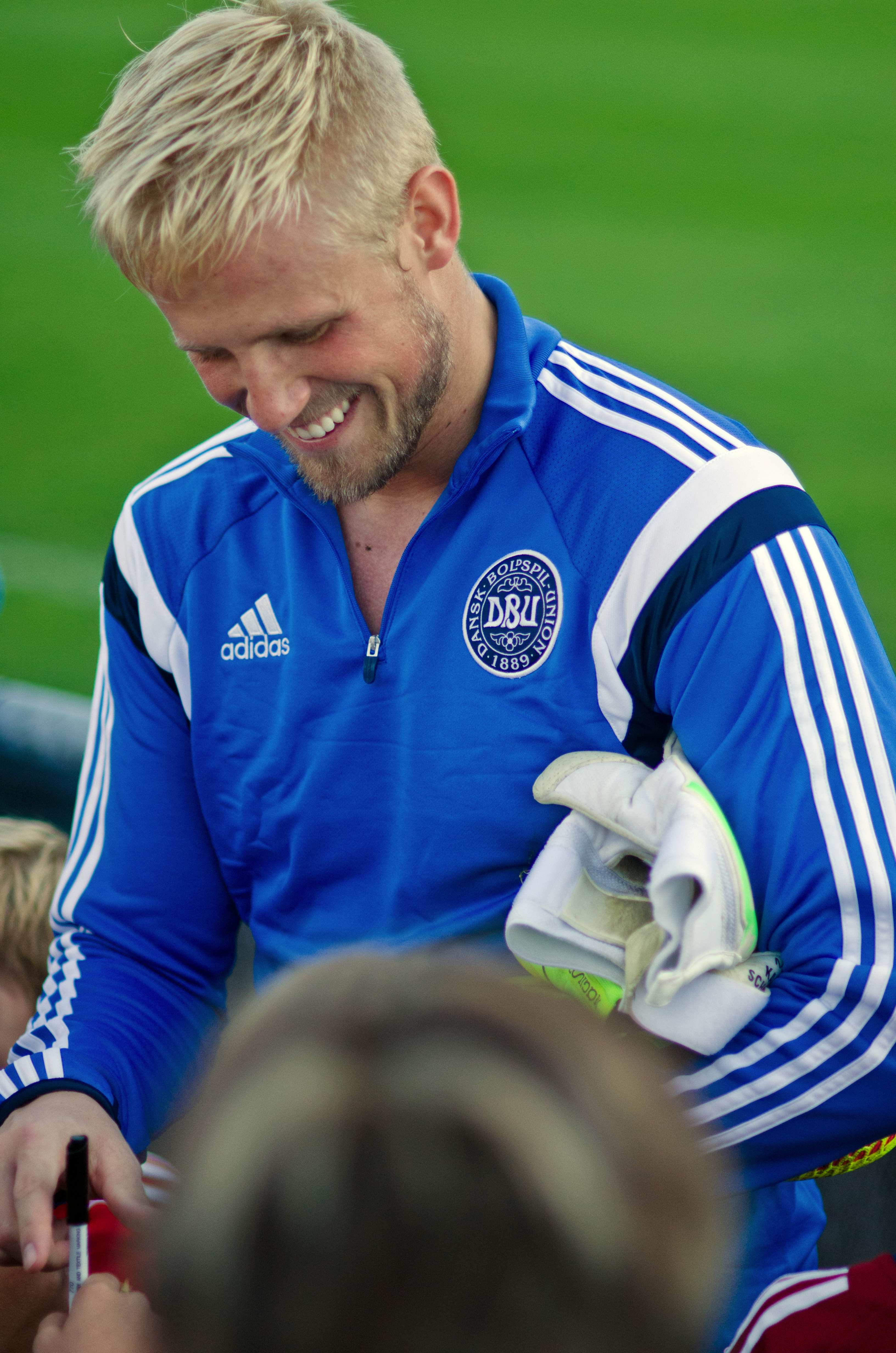
کاسپر اشمایکل در تیم ملی فوتبال دانمارک

### جوانان
در زمان حضور در منچسترسیتی، اشمایکل در اوت ۲۰۰۴ برای حضور در تیم ملی زیر ۱۹ سال دانمارک فراخوانده شد و اولین بازی ملی خود را در تساوی ۰–۰ مقابل ایرلند شمالی در ۲ سپتامبر ۲۰۰۴ انجام داد. وی تا مارس ۲۰۰۴ ۸ بازی ملی برای رده زیر ۱۹ سال انجام داد و با کنت استنیلد و مایکل تورنس برای پست دروازه‌بان رقابت کرد. او در اکتبر ۲۰۰۵ برای تیم زیر ۲۰ سال فراخوانده شد، اما در اکتبر ۲۰۰۶، در زمان حضورش در بری، برای این تیم بازی نکرد. روز بعد از اولین بازی برای رده زیر ۲۰ سال، از اشمایکل خواسته شد تا با تیم بزرگسالان دانمارک تمرین کند و به عنوان جانشین تیس راسموسن مصدوم به تیم زیر ۲۱ سال دعوت شد.
اشمایکل یکی از بازیکنان برجسته این تیم بود و در نوامبر ۲۰۰۷، پس از سه کلین شیت در چهار بازی قبلی رده زیر ۲۱ سال، به عنوان استعداد برتر زیر ۲۱ سال دانمارک انتخاب شد. او از مارس ۲۰۰۷ تا اکتبر ۲۰۰۸ در مجموع ۱۷ بازی بین‌المللی برای زیر ۲۱ سال بازی کرد و هفت کلین شیت ثبت کرد.

### بزرگسالان
به دنبال نمایش‌های قدرتمندانه او در منچسترسیتی در اوایل فصل ۰۸–۲۰۰۷، در ۲۳ اوت ۲۰۰۷ گزارش شد که اتحادیه فوتبال انگلستان در حال بررسی وضعیت ملیتی اشمایکل است، تا ببیند آیا احتمال دارد که او بتواند به جای تیم ملی دانمارک برای تیم ملی انگستان بازی کند. اما اشمایکل اظهار داشت که فقط برای دانمارک بازی می‌کند.
اشمایکل در تاریخ ۱۳ می ۲۰۱۱ برای اولین بار برای دیدار با ایسلند به تیم بزرگسالان دانمارک فراخوانده شد، اما به عنوان یک بازیکن تعویضی بدون استفاده باقی ماند. در تاریخ ۲۹ می ۲۰۱۲، پس از مصدوم شدن توماس سورنسن به دلیل مصدومیتی که در برابر برزیل به وجود آمد، او به عنوان دروازه‌بان سوم به یورو ۲۰۱۲ دعوت شد. اشمایکل اولین بازی خود را برای بزرگسالان را در شکست ۰–۳ در بازی دوستانه مقابل مقدونیه در فیلیپ دوم آرنا در ۶ فوریه ۲۰۱۳ انجام داد.
در ۱۵ اکتبر ۲۰۱۳، اشمایکل اولین پیروزی خود در سطح بزرگسالان را در زادگاه خود دانمارک به دست آورد، زمانی که در پیروزی ۶–۰ دانمارک مقابل مالت در آخرین بازی مقدماتی جام جهانی ۲۰۱۴ یک کلین شیت انجام داد. دانمارک سرانجام در گروه خود دوم شد و شش امتیاز از ایتالیا عقب بود، اما آنها به مرحله پلی آف صعود نکردند زیرا آنها در رده پایین‌ترین تیم از ۹ تیم دوم بودند.
در ۵ مارس ۲۰۱۴، اشمایکل در شکست دوستانه ۰–۱ خود مقابل انگلیس در ورزشگاه ومبلی، سومین بازی ملی خود را برای دانمارک انجام داد. با وجود شکست، اشمایکل چند سیو قابل توجه انجام داد و از سوی رسانه‌ها و همچنین روی هاجسون، سرمربی انگلیس، با تحسین روبرو شد.
اشمایکل برای جام جهانی ۲۰۱۸ به تیم ملی دانمارک دعوت شد، جایی که از سه بازی مرحله گروهی شروع کرد. کلین شیت او در بازی افتتاحیه باعث شد به عنوان بهترین بازیکن مسابقه انتخاب شود و به اشمایکل کمک کرد تا برای دقایقی بدون دریافت گل برای دانمارک رکورد جدیدی ثبت کند و از رکورد پدرش عبور کند. در دیدار مرحله یک شانزدهم نهایی برابر کرواسی، اشمایکل پس از دفع یک ضربه پنالتی توسط لوکا مودریچ در وقت‌های اضافه و دو پنالتی در ضربات پنالتی، به عنوان مرد مسابقه انتخاب شد، اگرچه دنیل سوباشیچ، همتای مقابل او در این ضربات پنالتی سه پنالتی برای حذف شدن دانمارک را دفع کرد. اشمایکل‌ها اولین پدر و پسرانی شدند که به عنوان دروازبان در جام‌جهانی به میدان رفتند

## زندگی شخصی
اشمایکل پسر پیتر اشمایکل است. کسپر که بیشتر دوران کودکی خود را به دلیل حرفه پدرش در انگلستان زندگی کرده‌است، مسلط به زبان‌های دانمارکی و انگلیسی است و زبان آخر را با لهجه انگلیسی-شمالی صحبت می‌کند. وی در مدرسه گرامر هولم هال در چیدل هولم، استوکپورت، منچستر بزرگ تحصیل کرد و همچنین در حالی که پدرش برای اسپورتینگ لیسبون بازی می‌کرد، در مدرسه سنت جولیان در پرتغال تحصیل کرد. وقتی استیو بروس، هم تیمی سابق پدرش، سرمربی لیدزیونایتد شد، باعث شد که وی به این باشگاه برود.

## افتخارات
- چمپیونشیپ انگلستان ۲۰۱۳_۲۰۱۴
- لیگ برتر انگلستان: ۲۰۱۵_۲۰۱۶
- جام حذفی انگلستان:۲۰۲۰_۲۰۲۱
- جام خیریه انگلستان:۲۰۲۱_۲۰۲۲